# 岩前镇 (武平县)
岩前镇，是中华人民共和国福建省龙岩市武平县下辖的一个乡镇级行政单位。

## 行政区划
岩前镇下辖以下地区：
灵岩村、大布村、将军村、东峰村、迳田村、上墩村、伏虎村、三河村、宁洋村、和安村、洋坑村、龙井村、双坊村、丰贵村、杨梅村和澄邦村。

## 中国传统村落
2013年8月，灵岩村被评为第二批中国传统村落。